# مايك بار
مايك بار (بالإنجليزية: Mike Parr)‏ هو فنان ورسام أسترالي، ولد في 1945.